# Spring and Chaos
Ihatov Gensō Kenji no Haru (яп. イーハトーブ幻想 Kenjiの春 И:хато:бу гэнсо: Кэндзи-но хару) — японский полнометражный телефильм премьера которого состоялась на телеканале NNS в 1996. Фильм был создан в честь сотого дня рождения Кэндзи Миядзавы и является фантазией, объединяющий биографические факты и творчество писателя. В России известен под названиями «Весна Кэндзи» и «Весна и хаос».

## Название
Дословно название аниме переводится, как «Ихатовская фантазия. Весна Кэндзи». В американском прокате фильм получил название Spring and Chaos («Весна и хаос»), что отсылает к поэтическому сборнику Миядзавы «Весна и Асура».
Слово Ihatov из языка эсперанто. Кэндзи Миядзава был энтузиастом эсперанто по идеологическим соображениям: как универсального языка, объединяющего людей, в противовес национальным языкам и японскому милитаризму. Слово Ihatov — авторский перевод названия префектуры Ивате, родины писателя. В своих произведениях он называл её вымышленным именем — Ихатов, которое переводил, как «райская земля».

## Сюжет
Мультфильм рассказывает о Кэндзи Миядзаве, известном японском писателе. Сюжет описывает когда он впервые стал преподавать в сельской школе в префектуре Ивате. Ученики любят своего эксцентричного учителя, который учит их видеть красоту окружающего мира: растений, камней, облаков и слышать голоса звёзд. На глазах молодого идеалиста и истового буддиста умирает от туберкулёза его родная сестра Тоси. Но даже в такой ситуации он сохраняет веру. Горечь разочарований и непонимание близких не сломили желание Писателя постичь прекрасный и несовершенный мир.

## Художественные особенности
Миядзава и другие персонажи в мультфильме изображены как коты. Сюжет фильма описывает биографию писателя, однако не является строго документальным. Как и произведения самого писателя, фильм «Весна и хаос» имеет элементы сюрреализма и притчи.

Происхождение персонажей-котов объясняется фантазией мангаки Хироси Масумура, для которого они являются излюбленными персонажами, и которых он поместил в несколько адаптаций произведений Кэндзи Миядзавы. Его адаптации сильно повлияли на аниме, связанное с именем Кэндзи Миядзавы. Например, на фильмы Гисабуро Сугии «Ночь на Галактической железной дороге» и «Жизнь Будори Гуско»:
Гисабуро Сугии: Вы изначально намеревались использовать кошек, когда только задумались об адаптации?

Хироси Масумура: Сначала я хотел нарисовать людей, но я их не очень хорошо рисую. (Смеется) Но я не думаю, что сделал бы мангу с людьми, даже если бы умел рисовать. В ту же секунду, когда вы добавляете истории человеческое лицо, полностью меняется ощущение. Она начинает определяться через образ, который я нарисовал. Я хотел избежать этого. Я бы не стал так много думать об этом, если бы история не значила для меня так много.
В фильме активно используется компьютерная анимация, при помощи которой показываются моменты душевных потрясений или возникновение вдохновения, чтобы визуально выразить синестезию Миядзавы.

## Персонажи
| Персонажи  | Японский Дубляж  |
| ---------- | ---------------- |
| Кэндзи     | Сиро Сано        |
| Кана       | Хироси Исобэ     |
| Томо       | Огура Юй         |
| Тоси       | Марико Кода      |
| Отец       | Тикао Оцука      |
| Куни       | Наоко Хирай      |
| Крестьянин | Кэйити Фудзимура |

## Производство
Фильм был создан при анимационной студией Group TAC и Gallop. Телепремьера состоялась 14 декабря 1996 года.

## Критика
Фильм имеет преимущественно положительные оценки у зрителей. На сайте IMDB его рейтинг 7,3 балла, на КиноПоиске 7,7 балла, и зрительский рейтинг 74 % на Rotten Tomatoes. Основатель сайта Anime News Network Джастин Севакис поместил рецензию на фильм в рубрику «Погребённое сокровище». В 1996 году фильм был удостоен премии Фонда Культуры Телевещания. А также включён в программу специального показа на Токийском международном кинофестивале в 2008 году. 
«Весна Кэндзи» это упражнение в визуальной изобретательности. Вместо того, чтобы рассказывать то, что могло быть очень прямолинейной историей, идея состояла в том, чтобы показать уникальное мировоззрение Миядзавы и изучить его жизнь через эту призму. […] Его творчество показано, в виде наэлектризованного монтажа экспериментальной анимации. Когда Миядзава медленно погружается в депрессию и болезнь, связанные с этим самоуничижительные галлюцинации, становятся прекрасными медитативными и пронзительными. Невозможно отрицать визуальную силу «Весны Кэндзи». 